# Yang Sang-min
Yang Sang-min (양상민?, 梁相珉?; Incheon, 24 aprile 1984) è un ex calciatore sudcoreano, di ruolo difensore.